# Litomiris curtus
Litomiris curtus är en insektsart som först beskrevs av Knight 1928.  Litomiris curtus ingår i släktet Litomiris och familjen ängsskinnbaggar. Inga underarter finns listade i Catalogue of Life.